# Loi d'intégration fonctionnelle
 (novembre 2016).
Si vous disposez d'ouvrages ou d'articles de référence ou si vous connaissez des sites web de qualité traitant du thème abordé ici, merci de compléter l'article en donnant les références utiles à sa vérifiabilité et en les liant à la section « Notes et références ».
La loi d'intégration fonctionnelle rend compte de l'approche globale du développement, celui-ci est défini comme une entité et ne peut pas être étudié de façon morcelée. Les relations de prédominances entre les différentes dimensions se modifient. Des orientations centrifuges et centripètes se succèdent.